# Clube Atlético Operário
O Clube Atlético Operário é um clube de futebol brasileiro da cidade de Joinville.
Fundado em 1949, é proprietário do Estádio São Luiz. Foi campeão catarinense em 1956. 